# Max Pfister (Romanist)
Max Pfister (* 21. April 1932 in Zürich; † 21. Oktober 2017 in Saarbrücken) war ein Schweizer Romanist und Sprachwissenschaftler. 

## Leben
Von  1951/52 bis zur Promotion 1958 studierte Pfister Romanistik an der Universität Zürich. Anschließend war er als Lehrer für Französisch und Italienisch am kantonalen Gymnasium in Zürich tätig. 1968 habilitierte er sich an der Universität Zürich und wurde 1969 Professor an der Universität Marburg, 1974 an der  Universität des Saarlandes. 
Mit dem von ihm bis 2017 herausgegebenen Lessico etimologico italiano (LEI) initiierte er eine dichte Vernetzung der italienischen und der deutschsprachigen Forschung zur italienischen Etymologie und Dialektologie. Das Lessico etimologico italiano (LEI) wird seit 2018 von Elton Prifti und Wolfgang Schweickard geleitet und herausgegeben, seit 2020 auch online.
Von 1986 bis 1989 war er Präsident der internationalen Société de Linguistique Romane.

## Ehrungen und Mitgliedschaften

### Ehrungen
- 1988 Ehrendoktorwürde (Laurea Honoris Causa) der Universität Bari, Facoltà di Lettere e Filosofia
- 1991 Ehrendoktorwürde (Laurea Honoris Causa) der Universität Lecce, Facoltà di Lettere e Filosofia
- 1993 Galileo Galilei-Preis der Italienischen Rotary Clubs (Premio Galileo Galilei dei Rotary Club Italiani)
- 1995 Ernennung zum Offizier des italienischen Verdienstordens (Ufficiale dell’Ordine al merito della Repubblica Italiana)
- 1998 Ehrendoktorwürde (Laurea Honoris Causa) der Universität Turin, Facoltà di Lettere e Filosofia[4]
- 2001 Ehrendoktorwürde (Laurea Honoris Causa) der Universität Rom, Facoltà di Lettere e Filosofia
- 2002 Ehrendoktorwürde (Laurea Honoris Causa) der Universität Palermo, Facoltà di Lettere e Filosofia
- 2005 Auszeichnung mit dem Cassano-Preis
- 2006 Verleihung einer goldenen Verdienstmedaille (Diploma di 1 Classe con Medaglia d’Oro ai Benemeriti della Cultura e dell’Arte) für das Jahr 2005 durch den italienischen Staatspräsidenten Carlo Azeglio Ciampi in Berlin

### Akademiemitglied
- 1984 korrespondierendes Mitglied der Akademie der Wissenschaften und der Literatur Mainz (Deutschland)[5]
- 1985 korrespondierendes Mitglied der Accademia Lucchese di Scienze, Lettere e Arti (Lucca/Italien)
- 1988 korrespondierendes Mitglied der Accademia della Crusca (Florenz/Italien)[6]
- 1995 korrespondierendes Mitglied des Istituto Lombardo Accademia di Scienze e Lettere (Mailand/Italien)
- 1998 korrespondierendes Mitglied der Heidelberger Akademie der Wissenschaften (Deutschland)
- 2006 korrespondierendes Mitglied der Académie des Inscriptions et Belles-Lettres (Paris/Frankreich)
- 2007 korrespondierendes Mitglied der Accademia Nazionale dei Lincei (Rom/Italien)

### Präsidentschaften und sonstige Mitgliedschaften
- 1975 Mitglied der Kommission Altfranzösisches etymologisches Wörterbuch/Dictionnaire étymologique de l’ancien français (DEAF), Heidelberger Akademie der Wissenschaften (Heidelberg/Deutschland)
- 1975 Mitglied der Kommission Altgaskognisches Wörterbuch/Dictionnaire onomasiologique de l’ancien gascon (DAG), Heidelberger Akademie der Wissenschaften (Heidelberg/Deutschland)
- 1985 auswärtiges Mitglied des Centro di Studi Filologici e Linguistici Siciliani (Palermo/Italien)
- 1986 bis 1989 Präsident des romanischen Weltverbandes Société de Linguistique Romane, danach Ehrenpräsident.[7]
- 1996 Mitglied der Kommission für die Herausgabe eines altokzitanischen Wörterbuches, Bayerische Akademie der Wissenschaften (München/Deutschland)
- 1993 Präsident der Kommission des Vocabolario dei dialetti della Svizzera italiana (Bellinzona/Italien)

## Schriften
- Die Entwicklung der inlautenden Konsonantengruppe -PS- in den romanischen Sprachen ; mit besonderer Berücksichtigung des Altprovenzalischen, Bern, Francke, 1960.
- Lexikalische Untersuchungen zu Girart de Roussillon, Tübingen, Niemeyer, 1970.
- Lessico Etimologico Italiano, Wiesbaden, Reichert, 1979ff.
- LEI. Lessico Etimologico Italiano. Supplemento bibliografico con la collaborazione di D. Hauck, Wiesbaden, Reichert, 1979.
- Galloromanische Sprachkolonien in Italien und Nordspanien, Wiesbaden/Stuttgart, Steiner, 1988.
- LEI. Lessico Etimologico Italiano. Supplemento bibliografico con la collaborazione di R. Coluccia, D. Hauck, G. Tancke, Analisi, progettazione informatica ed elaborazione dati a cura di M. Linciano, Wiesbaden 1991.
- mit Wolfgang Kleiber: Aspekte und Probleme der römisch-germanischen Kontinuität. Sprachkontinuität an Mosel, Mittel- und Oberrhein sowie im Schwarzwald, Stuttgart, Steiner, 1992.
- Wolfgang Haubrichs: Toponymie und Entwicklung der deutsch-französischen Sprachgrenze. Der Kreis Merzig-Wadern und die Mosel zwischen Nennig und Metz, Stuttgart Steiner, 1992.
- mit Antonio Lupis: Introduzione all’etimologia romanza. Soveria Mannelli (Catanzaro), Rubbettino, 2001.
- mit Wolfgang Schweickard (edd.): LEI. Lessico Etimologico Italiano. Supplemento bibliografico, Wiesbaden 2002.
- Traguardi dell’italianistica in Germania: i soci tedeschi dell’Accademia della Crusca Max Pfister, Harro Stammerjohann, Harald Weinrich a Carlo Azeglio Ciampi, accademico honoris causa, Presidente della Repubblica Italiana in visita a Berlino, 30 marzo 2006. Accademia della Crusca, Firenze, 2006.
- Il mestiere dell’etimologo, Trieste, EUT, 2009.